# ジヒドロリポイルデヒドロゲナーゼ
ジヒドロリポイルデヒドロゲナーゼ（dihydrolipoamide dehydrogenase）は、フラボタンパク質酵素の一つで、リポアミドをジヒドロリポアミドに分解する酸化還元酵素である。

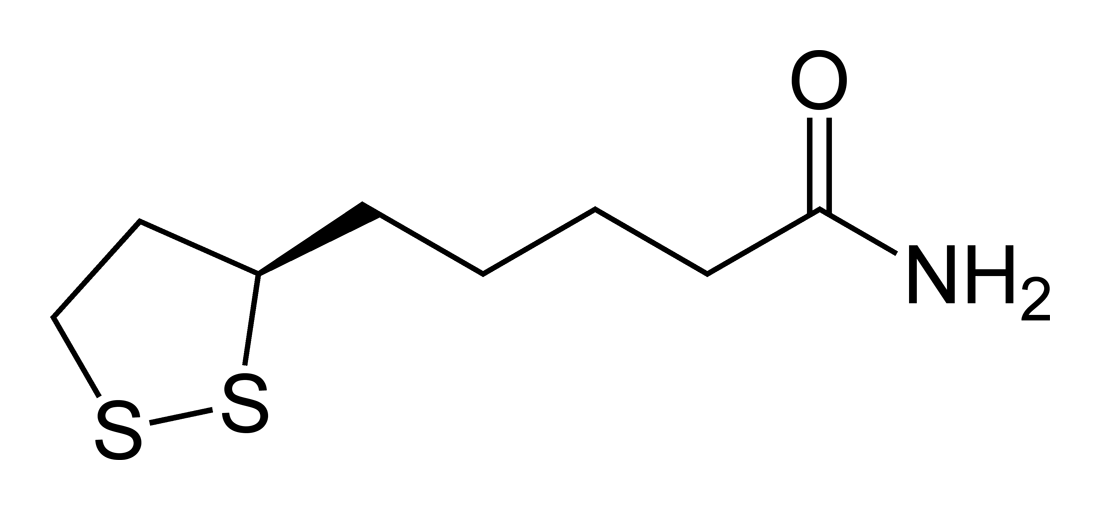
リポアミド
ジヒドロリポアミド